# Behnkendorf
Behnkendorf is een ortsteil van de Duitse gemeente Sundhagen in de deelstaat Mecklenburg-Voor-Pommeren en ligt ten zuiden van Stralsund. Tot 7 juni 2009 was Behnkendorf een zelfstandige gemeente.